# Вальдкирхен-ан-дер-Тайя
Вальдкирхен-ан-дер-Тайя (нем. Waldkirchen an der Thaya) — ярмарочная коммуна (нем. Marktgemeinde) в Австрии, в федеральной земле Нижняя Австрия.
Входит в состав округа Вайдхофен. Население составляет 606 человек (на 31 декабря 2005 года). Занимает площадь 42,72 км². Официальный код — 32222.

## Политическая ситуация
Бургомистр коммуны — Герхард Рилландер (СДПА) по результатам выборов 2005 года.
Совет представителей коммуны (нем. Gemeinderat) состоит из 15 мест.
- АНП занимает 7 мест.
- СДПА занимает 7 мест.
- АПС занимает 1 место.